# Comitatul Bihor
Comitatul Bihor, cunoscut și ca Varmeghia Bihorului, (în maghiară Bihar vármegye, în germană Komitat Bihar, în latină Comitatus Bihariensis) a fost o unitate administrativă a Regatului Ungariei din secolul XI și până în 1920. Capitala comitatului a fost orașul Oradea Mare (în maghiară Nagyvárad, în germană Großwardein).

## Geografie
Comitatul Bihor se învecina la vest cu comitatul Bichiș (Békés), la nord-vest cu comitatul Hajdú, la nord cu comitatul Szabolcs, la nord-est cu comitatul Sătmar (Szatmár), la est cu comitatele Sălaj (Szilágy) și Cluj (Kolozs), la sud-est cu comitatul Turda-Arieș (Torda-Aranyos) și la sud cu comitatul Arad.
Trei afluenți ai râului Criș (Körös) curgeau pe teritoriul comitatului: Crișul Repede, Crișul Negru și Barcău (Berettyó). Partea vestică a comitatului se afla în Câmpia Panonică, în timp ce partea estică era în Munții Apuseni. Suprafața comitatului în 1910 era de 10.657 km², incluzând suprafețele de apă.

## Istorie
Comitatul Bihor este unul dintre cele mai vechi comitate din Regatul Ungariei, el fiind atestat încă din secolul al XI-lea. El a fost stăpânit de Imperiul Otoman, între anii 1660-1692, ca eyaletul Varat.
În anul 1876 Regatul Ungariei s-a divizat în șapte cercuri, cu un total de 64 comitate. Cercul de pe partea stângă a Tisei (Tisza) conținea opt comitate: Bichiș, Bihor, Hajdú, Maramureș, Sălaj, Sătmar, Szabolcs și Ugocea.
În 1920, prin Tratatul de la Trianon, aproximativ 75% din suprafața comitatului Bihor a revenit României și a făcut parte din județul Bihor. Partea de vest a rămas în Ungaria. Capitala micului comitat unguresc Bihar a fost orașul Berettyóújfalu. În perioada 1940-1944, partea românească a fostului comitat Sătmar a fost ocupată de Ungaria, în urma Dictatului de la Viena.
În anul 1950, după cel de-al Doilea Război Mondial, comitatul unguresc Bihar s-a unit cu comitatul Hajdú și a format județul Hajdú-Bihar. Partea de sud a Biharului unguresc (zona din jurul localităților Sarkad și Okány) a fost alipită județului Bichiș (Békés). Partea românească a fostului comitat Bihor se regăsește azi în județul Bihor, cu excepția părții de sud (din jurul localității Beliu), care se află în județul Arad.

## Demografie
În 1891, populația comitatului era de 516.704 locuitori, dintre care: 
- Maghiari -- 283.806 (54,92%)
- Români -- 219.940 (42,56%)
- Slovaci -- 5.957 (1,15%)
- Germani -- 3.374 (0,65%)

În 1910, populația comitatului era de 646.301 locuitori, dintre care: 
- Maghiari -- 365.642 (56,57%)
- Români -- 265.098 (41,01%)
- Slovaci -- 8.457 (1,30%)
- Germani -- 3.599 (0,55%)

## Subdiviziuni
La începutul secolului 20, subdiviziunile comitatului Bihor erau următoarele:
| Districte (járás)                            | Districte (járás)               |
| District                                     | Capitală                        |
| -------------------------------------------- | ------------------------------- |
| Bél                                          | Bél - Beliu                     |
| Belényes                                     | Belényes - Beiuș                |
| Berettyóújfalu                               | Berettyóújfalu                  |
| Biharkeresztes                               | Biharkeresztes                  |
| Cséffa                                       | Cséffa - Cefa                   |
| Derecske                                     | Derecske                        |
| Élesd                                        | Élesd - Aleșd                   |
| Érmihályfalva                                | Érmihályfalva - Valea lui Mihai |
| Központ                                      | Nagyvárad - Oradea              |
| Magyarcséke                                  | Magyarcséke - Ceica             |
| Margitta                                     | Margitta - Marghita             |
| Nagyszalonta                                 | Nagyszalonta - Salonta          |
| Sárrét                                       | Biharnagybajom                  |
| Szalárd                                      | Szalárd - Sălard                |
| Székelyhid                                   | Székelyhid - Săcueni            |
| Tenke                                        | Tenke - Tinca                   |
| Vaskoh                                       | Vaskoh - Vașcău                 |
| Comitate urbane (törvényhatósági jogú város) |                                 |
| Nagyvárad - Oradea                           |                                 |

Orașele Derecske, Berettyóújfalu, Biharnagybajom și Biharkeresztes se află în prezent în Ungaria, în timp ce celelalte orașe menționate sunt în România.